# Michael Stahl-David

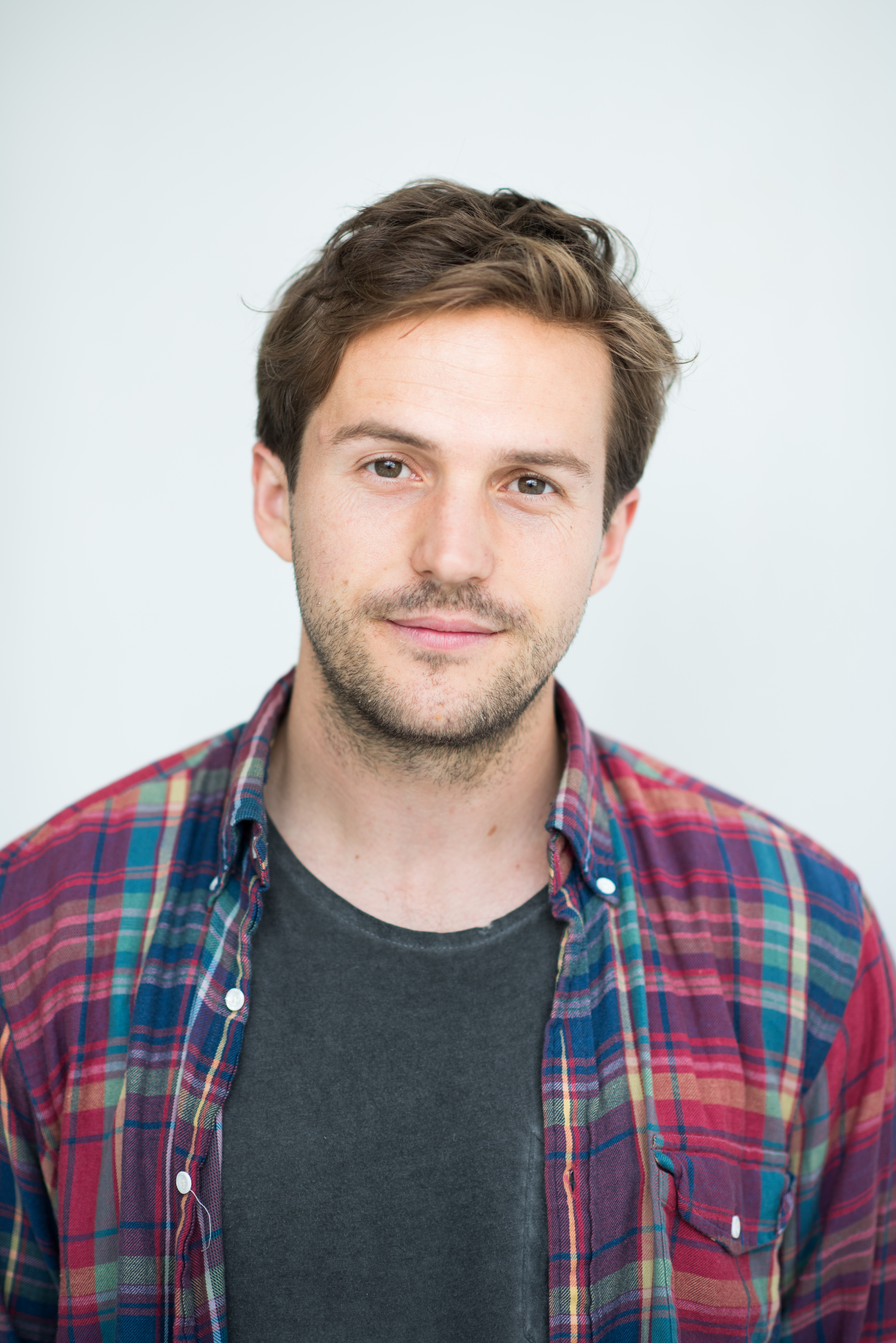
Michael Stahl-David

Michael Stahl-David (* 28. Oktober 1982 in Chicago, Illinois) ist ein US-amerikanischer Schauspieler, der vor allem durch die Rollen des Sean Donnelly in der TV-Serie The Black Donnellys und des Rob Hawkins im Film Cloverfield bekannt wurde.

## Leben
Michael Stahl-David ist der ältere Bruder von Eric Stahl-David und R. Andrew Stahl-David und Sohn eines Arztes. Im Jahr 2001 schloss er an der Lincoln Park High School ab. Er spielte Theater und absolvierte später das Columbia College in Chicago. Vor seiner Karriere als Schauspieler war Stahl-David als Graffitikünstler bekannt.
Stahl-David begann seine Schauspielkarriere im Jahr 2001 mit der kleinen Rolle des Rossetti im Film New Port South. 2003 spielte er im Film Uncle Nino die Rolle des Craig. Seine Schauspielerei in TV-Serien begann erst 2007. Hier hatte er einen Gastauftritt in einer Folge von Criminal Intent – Verbrechen im Visier. Etwas später spielte er die Rolle des Sean Donnelly in The Black Donnellys. In Cloverfield spielte er die Rolle des Rob Hawkins. Danach folgten weitere Gastauftritte in Numbers als Josh Skinner und in der Serie Kings als Paul Ash. 2010 übernahm er eine der Hauptrollen in der neuen ABC-Serie My Generation, in der er Steven Foster spielt. 2017 war er als Robert Kennedy in Rob Reiners Historiendrama LBJ zu sehen. 2017 spielte Stahl-David den DEA-Agenten Chris Feistl in der Serie Narcos.

## Filmografie (Auswahl)
- 2001: New Port South
- 2003: Uncle Nino
- 2007: Criminal Intent – Verbrechen im Visier (Law & Order: Criminal Intent, Fernsehserie, 1 Folge)
- 2007: The Black Donnellys (Fernsehserie, 14 Folgen)
- 2008: Cloverfield
- 2009: Numbers – Die Logik des Verbrechens (NUMB3RS, Fernsehserie, 1 Folge)
- 2009: Mercy (Fernsehserie, 1 Folge)
- 2010: My Generation (Fernsehserie, 5 Folgen)
- 2012: Person of Interest (Fernsehserie, 2 Folgen)
- 2013: Boom! – Sex mit der Ex (The Bounceback)
- 2014: In Your Eyes
- 2015: New Girl (Fernsehserie, 1 Folge)
- 2015: Show Me a Hero (Miniserie)
- 2015: Ein Heiratsantrag zu Weihnachten (Just in Time for Christmas, Fernsehfilm)
- 2017: LBJ
- 2017: Narcos (Fernsehserie, 9 Folgen)
- 2019–2020: Almost Family (Fernsehserie, 8 Folgen)
- 2022: Good Sam (Fernsehserie, 13 Folgen)